# Wykres słupkowy

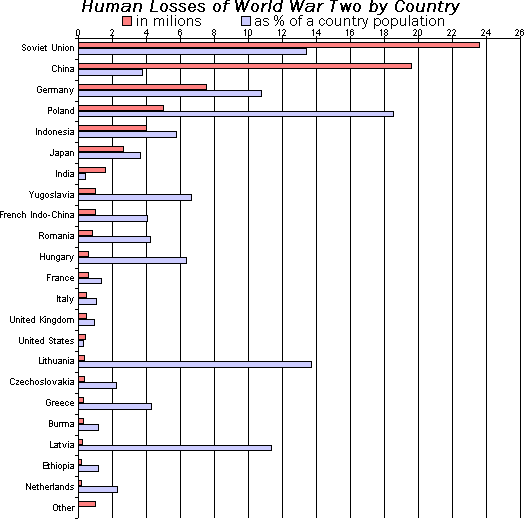
Przykład wykresu słupkowego z pogrupowanymi słupkami poziomymi.

Wykres słupkowy (ang. bar chart) – wykres, na którym dane dla wyszczególnionych kategorii są przedstawione w postaci prostokątnych słupków. Pole powierzchni słupków jest proporcjonalne do wartości, które poszczególne słupki reprezentują. Słupki mogą być wykreślone pionowo lub poziomo. 
Pionowy wykres słupkowy jest czasami nazywany wykresem kolumnowym. Niekiedy rezerwuje się słowo kolumnowy dla wykresów, na których słupki są pionowe, a wykresem słupkowym określa się tylko wykres, na którym słupki są poziome. 
Wykresów słupkowych można również używać do bardziej złożonych porównań danych. Przykładem bardziej złożonych wykresów słupkowych są wykresy z pogrupowanymi (lub „skupionymi”) słupkami oraz skumulowane wykresy słupkowe (ang. stacked bar charts). 
Histogram może być uznany za szczególny przypadek wykresu kolumnowego, w którym prostokąty przylegają do siebie, na osi poziomej przedstawia się przedziały zmiennej ilościowej, a na osi pionowej przedstawia się liczebność, względną częstość lub gęstość częstości poszczególnych przedziałów. Często jednak odróżnia się histogram od wykresu słupkowego, uznając, że są to dwa odrębne typy wykresów. Zwykle zaleca się, aby wykresy słupkowe zawsze zawierały odstępy między słupkami, aby było jasne, że nie są to histogramy, w przypadku których słupki oznaczające sąsiadujące przedziały stykają się ze sobą.